# Роберто Хуан Мартінес
Роберто Хуан Мартінес Мартінес (ісп. Roberto Juan Martínez Martínez, нар. 25 вересня 1946, Мендоса) — аргентинський, а згодом іспанський футболіст, що грав на позиції нападника, зокрема за «Реал Мадрид», а також національну збірну Іспанії.
П'ятиразовий чемпіон Іспанії.

## Клубна кар'єра
Народився 25 вересня 1946 року в місті Мендоса. Вихованець юнацьких команд футбольних клубів «Расінг» (Авельянеда) та «Спортіво Італьяно».
У дорослому футболі дебютував 1966 року виступами за команду «Нуева Чикаго», в якій провів два сезони у другому аргентинському дивізіоні. Наступні два роки провів у нижчоліговому клубі «Уракан» (Лас-Ерас).
1970 року дебютував в іграх аргентинської Прімери у складі «Уніона» (Санта-Фе). Наступний сезон 1971 року розпочав за «Банфілд», у складі якого встиг провести 9 ігор, в яких відзначився сімома голами.
Того ж 1971 року забивного нападника запросив до своїх лав іспанський «Еспаньйол». У Європі аргентинець спочатку призвичаювався до місцевого футболу, забивши у своєму дебютному сезоні за «Еспаньйол» лише двічі у 18 іграх. Але вже із наступного сезону став стабільним гравцем основного складу і виправдав довіру тренерського складу, ставши із 14-ма голами у 30 іграх Ла-Ліга найкращим бомбардиром команди у сезоні і допомігши їй здобути «бронзу» національної першості.
Провівши ще один сезон за «Еспаньйол», в якому результати команди і його особистий гольовий здобуток дещо погіршилися, влітку 1974 року залишив Барселону, отримавши запрошення від мадридського «Реала». У «королівському клубі» розпочав виступи дуже вдало — за результатами сезону 1974/75 команда зробила «золотий дубль», вигравши чемпіонат і Кубок Іспанії, а сам гравець відзначився 15-ма голами у 27 іграх першості, лише двома голами менше за результат Карлоса Сантільяни, найкращого бомбардира команди того сезону.
Протягом наступних п'яти сезонів у складі «Реала» високою результативністю вже не відзначався, проте залишався серед гравців основного складу і ще чотири рази ставав чемпіоном Іспанії.
Завершував виступи на полі в «Еспаньйолі», до якого повернувся 1980 року і де відіграв заключні два сезони ігрової кар'єри.

## Виступи за збірну
Виступаючи в Іспанії, отримав громадянство цієї країни і 1973 року дебютував в офіційних матчах у складі національної збірної Іспанії.
Загалом протягом дворічної кар'єри у національній команді провів у її формі 5 матчів, забивши 2 голи.

## Титули і досягнення
- Чемпіон Іспанії (5):

«Реал Мадрид»: 1974-1975, 1975-1976, 1977-1978, 1978-1979, 1979-1980
- Володар Кубка Іспанії (2):

«Реал Мадрид»: 1974-1975, 1979-1980